# Lamberville, Manche
Lamberville är en kommun i departementet Manche i regionen Normandie i norra Frankrike. Kommunen ligger i kantonen Torigni-sur-Vire som tillhör arrondissementet Saint-Lô. År 2022 hade Lamberville 167 invånare.

## Befolkningsutveckling
Antalet invånare i kommunen Lamberville
| Referens: INSEE |